# Zinkenteich
Der Zinkenteich ist ein kleines Stillgewässer in Darmstadt, Hessen.

## Geographie
Der Zinkenteich befindet sich am Nordostrand von Darmstadt, westlich von Messel.
Er liegt am Südrand der „Zinkenwiese“ im NSG „Im Mörsbacher Grund“.  
Der Teich ist ca. 50 m lang und ca. 20 m breit.
Entwässert wird der Zinkenteich durch den Mörsbach.        